# 太田貴寛
太田 貴寛（おおた たかひろ、1989年3月6日 - ）は、日本のVFXスーパーバイザー、映像監督。株式会社KASSEN代表取締役。長野県安曇野市出身。

## 人物
CM制作会社での制作進行を経て、オンラインエディターに転身。その後VFX Supervisorに。制作部出身の知識とファシリテーションスキル、発想力とコミュニケーション能力を武器に、企画段階からスーパーバイザーとして参加することも多数。

## 経歴
2008年、日本大学芸術学部映画学科監督コースに二年次から編入学。大学卒業後、アニメやCMの制作会社を経て、2013年4月からVFXスタジオKhakiに所属。代表の水野正毅に師事。
以降オンラインエディターとして多数のTVCMやMVのVFX、仕上げに携わる。2020年に担当した映画「約束のネバーランド」でVFX Supervisorを担当したことをきっかけに独立、株式会社KASSENを立ち上げる。

## 作品

### 映画
- 飛ぶツチノコ（卒業制作） - 監督 / 脚本（2010年）
- 約束のネバーランド[4] - VFXスーパーバイザー[5]（2020年）
- ブルーピリオド - VFXスーパーバイザー（2024年）
- 傲慢と善良 - VFXスーパーバイザー（2024年）

### ドラマ
- あと3回、君に会える - VFXスーパーバイザー / CGプロデューサー（2020年）
- 連続ドラマW『いりびと-異邦人-』 - VFXスーパーバイザー（2021年）

### Webアニメ
- 攻殻機動隊 SAC_2045 シーズン2 オープニングシーケンス - VFX スーパーバイザー / コンポジット[6]（2022年）　他

### ミュージックビデオ
- BUMP OF CHICKEN
  - 「Gravity」 - VFX Supervisor/Composite（2020年）
  - 「なないろ」[7][8] - VFX Supervisor/Composite（2021年）

### 広告
- サントリー GEKIAWA THE STRONG[9] - 監督/VFX Supervisor/Compositor（2022年）
- 日清食品 カップヌードル「8つの味」- VFX Supervisor/Compositor（2022年）

## 受賞歴
- 第13回JCF学生映画祭in山形 学生映画アワード部門長編 準グランプリ「飛ぶツチノコ」[10]
- Ciclope Festival（ベルリン） ミュージックビデオ部門VFXカテゴリー ファイナリスト 水曜日のカンパネラ「松尾芭蕉」[11]
- VFX-JAPANアワード2022 劇場公開実写映画部門 映画「約束のネバーランド」[12]
- 2021 61st ACC TOKYO CREATIVITY AWARDS クラフト賞 エディター/太田貴寛　日清食品カップヌードル「8つの味」篇[13]